# U.F.O.F.
U.F.O.F. là album phòng thu thứ ba của ban nhạc người Mỹ Big Thief, được phát hành thông qua 4AD vào ngày 3 tháng 5 năm 2019. Album được thu âm tại Phòng thu Bear Creek, một phòng thu ở một nơi tách biệt hẻo lánh với nhiều cây cối mọc sum suê xung quanh tại Woodinville, Washington. Hai bài hát "From" và "Terminal Paradise" trước đó từng xuất hiện ở một dạng khác trong album hát đơn abysskiss phát hành năm 2018 của Adrianne Lenker. Theo lời bài hát của ca khúc chủ đề, các chữ cái đầu tiên trong tựa đề album là viết tắt của "UFO friend" (tạm dịch: Người bạn từ ngoài hành tinh). Album nhận được đề cử ở hạng mục Album nhạc alternative xuất sắc nhất tại Giải Grammy lần thứ 62.

## Tiếp nhận phê bình
| Đánh giá chuyên môn   | Đánh giá chuyên môn |
| Điểm trung bình       | Điểm trung bình     |
| Nguồn                 | Đánh giá            |
| --------------------- | ------------------- |
| AnyDecentMusic?       | 8,4/10              |
| Metacritic            | 87/100              |
| Nguồn đánh giá        |                     |
| Nguồn                 | Đánh giá            |
| AllMusic              | [ 10 ]              |
| The Guardian          | [ 11 ]              |
| The Independent       | [ 12 ]              |
| Mojo                  | [ 13 ]              |
| The Observer          | [ 14 ]              |
| Pitchfork             | 9,2/10              |
| Q                     | [ 15 ]              |
| Rolling Stone         | [ 16 ]              |
| Uncut                 | 9/10                |
| Vice (Expert Witness) | A−                  |

U.F.O.F. nhận được những lời tán dương từ các nhà phê bình âm nhạc. Trên Metacritic, một trang đưa ra số điểm chuẩn trên thang 100 dựa trên các bài đánh giá của các xuất bản phẩm phổ biến, album nhận được điểm trung bình là 87 dựa trên 24 bài đánh giá, tương ứng với nhận xét "được tán dương rộng rãi".
Album được Pitchfork trao danh hiệu "Âm nhạc mới xuất sắc nhất" với số điểm 9,2/10. Trang web này gọi đây "chắc chắn là album xuất sắc nhất" của nhóm nhạc và là "một sự tràn ngập sinh lực đầy quyến rũ, được lọc và chảy xuống thành một giọt cô đặc."

## Danh sách bài hát
Tất cả các ca khúc được viết bởi Adrianne Lenker.
| STT              | Nhan đề             | Thời lượng |
| ---------------- | ------------------- | ---------- |
| 1.               | "Contact"           | 3:54       |
| 2.               | "U.F.O.F."          | 3:08       |
| 3.               | "Cattails"          | 4:05       |
| 4.               | "From"              | 3:58       |
| 5.               | "Open Desert"       | 3:47       |
| 6.               | "Orange"            | 3:30       |
| 7.               | "Century"           | 3:07       |
| 8.               | "Strange"           | 3:41       |
| 9.               | "Betsy"             | 3:28       |
| 10.              | "Terminal Paradise" | 3:25       |
| 11.              | "Jenni"             | 4:11       |
| 12.              | "Magic Dealer"      | 3:01       |
| Tổng thời lượng: | Tổng thời lượng:    | 43:15      |

## Những người thực hiện
Big Thief
- Adrianne Lenker – ghi-ta acoustic (1–7, 9, 10), ghi-ta điện (1, 5, 8, 9, 11), hát (tất cả các bài hát), dàn hợp xướng (2, 4, 5, 8), SK5 (2, 10), piano (3), chuông hòa âm (5), tiếng thở (8), bộ gõ (8), âm thanh của môi trường xung quanh (12)
- Buck Meek – ghi-ta điện (1–5, 7–10), vỗ tay (4), dàn hợp xướng (4), hát (7, 10), feedback (11), âm thanh của môi trường xung quanh (12)
- James Krivchenia – trống (1–5, 7–11), bộ gõ (2), dàn hợp xướng (2, 4, 5), SK5 (2), magic box (4, 5, 8), chuông hòa âm (5), tiếng thở (8), Moog (8), trống pro-văng (9), hát (11), chơi trống ngẫu hứng (12), âm thanh của môi trường xung quanh (12)
- Max Oleartchik – bass (1, 2, 4, 5, 7–12), bass ò e (1–3, 8, 10), dàn hợp xướng (2, 4), piano (3), chuông (4), tiếng thở (8), shaker (8)

Các nghệ sĩ nhạc cụ bổ sung
- Zoë Lenker – dàn hợp xướng (4)
- Andrew Sarlo – tiếng gió (9), âm thanh của môi trường xung quanh (12)
- Dom Monks – âm thanh của môi trường xung quanh (12)

Kỹ thuật
- Dom Monks – kỹ sư, phối khí
- Andrew Sarlo – sản xuất
- Greg Calbi – master
- Taylor Carroll – trợ lý kỹ sư, "bộ não của phòng thu"

Ảnh bìa
- Dustin Condren – nhiếp ảnh
- Sarah Schiesser – thiết kế, bố trí
- Alison Fielding – thiết kế sản phẩm

## Xếp hạng

### Xếp hạng tuần
| Bảng xếp hạng (2019)                     | Vị trí cao nhất |
| ---------------------------------------- | --------------- |
| Album Bỉ (Ultratop Vlaanderen)           | 26              |
| Album Hà Lan (Album Top 100)             | 80              |
| Album Ireland (IRMA)                     | 81              |
| Album Scotland (OCC)                     | 21              |
| Album Thụy Sĩ (Schweizer Hitparade)      | 68              |
| Album Anh Quốc (OCC)                     | 41              |
| Album Anh Quốc Independent (OCC)         | 9               |
| Album Hoa Kỳ Billboard 200               | 142             |
| Album Hoa Kỳ Folk (Billboard)            | 3               |
| Album Hoa Kỳ Top Alternative (Billboard) | 13              |
| Album Hoa Kỳ Top Rock (Billboard)        | 26              |
| Hoa Kỳ Vinyl Albums (Billboard)          | 2               |